# 千正培
千 正培（チョン・ジョンベ、1954年12月12日 - ）は、大韓民国の政治家、弁護士。2019年現在、民主平和党所属国会議員（6選目）、韓国国会外交統一委員会委員。
本貫は潁陽千氏。キリスト教徒。基督教放送（CBS）解説委員。

## 概説
ソウル大学校法科大学在学中に司法考試合格。卒業後、法曹界入り。人権派弁護士として活動していたところを金大中大統領（当時）に見込まれ1996年に政界入り。ウリ党に所属した際には院内代表として活動したほか、盧武鉉大統領の下で2005年6月29日から2006年7月26日まで法務部長官を務めた。
2015年3月に新政治民主連合を離党。2016年2月、安哲秀とともに国民の党を結成。共同代表に就任し、韓国国会内で第三党の地位を確立させる。
2018年2月、安哲秀が進めた国民の党と保守政党の正しい政党との合併（正しい未来党の設立）に反発し、国民の党を離党して民主平和党の結党に加わった。

## 政策・主張
朴正煕を暗殺した金載圭を「義人」と呼び、再評価を主張している。
曹国が南韓社会主義労働者同盟事件で服役した当時、千は曹の弁護人を務めた。しかし、曹は2019年に検察の捜査を受けた時、千は「曹長官への捜査は政治的報復の意図から始まった盧前大統領の捜査と違う」と主張し、「疑惑がある事案に対する検察の捜査を批判するのは難しい」「検察改革が必要なのは事実だが、政治権力からの検察の独立も重要な価値だ」と述べた。

### 対日関係
- 2017年、アメリカ合衆国アトランタ市内の公園に設置された平和の少女像に関し、自身のブログにて「過去3年間の日本の執拗な妨害と脅迫にもかかわらず、米アトランタの韓国人社会が同じ志で心を一つして米国市民社会を感動させた小さな勝利」と記した[6]。

- 2018年、強制徴用判決が確定した際には、日本の外務省に対し「不法な侵略の歴史を率直に認め、朝鮮人被害者に対して正当な賠償が行われるよう先頭に立ってほしい」という趣旨の公開書簡を送ることを発表した（実際に送付したかどうかは不明）[7]。

- 2019年5月28日-29日、他の国会議員らと訪日し、日本の国会議員らに面会を求めたものの渡邉美樹（参議院外交防衛委員会委員長）に会えたのみであった。このことについて中央日報のインタビューに対し「日本国内の雰囲気が非常に良くない。日本の議員さえも韓国の議員に会うのを敬遠するほど」とのコメントを出している[8]。ただしこの訪日は、日本の国会開催期間中にアポなしで行われた可能性が高いことが、姜昌一（韓日議員連盟会長）のコメントから推定されている[9]。

## 親族
長女は判事で、その夫は元国会議員、ソウル特別市長、ハンナラ党代表の崔秉烈の弟の息子である。次女は外交官。
兄弟にはサムスン電子の常務を務める人がいる。また、全羅南道教育監の金大中は姉妹の夫。